# Theridion incertissimum
Theridion incertissimum är en spindelart som först beskrevs av Lodovico di Caporiacco 1954.  Theridion incertissimum ingår i släktet Theridion och familjen klotspindlar. Inga underarter finns listade i Catalogue of Life.